# Browar w Bojanowie
Browar w Bojanowie – zabytkowy kompleks budynków browaru w Bojanowie, obejmujący m.in. budynek produkcyjny, warzelnię i słodownię. Przedsiębiorstwo działa z przerwami od 1881.

## Historia i działalność

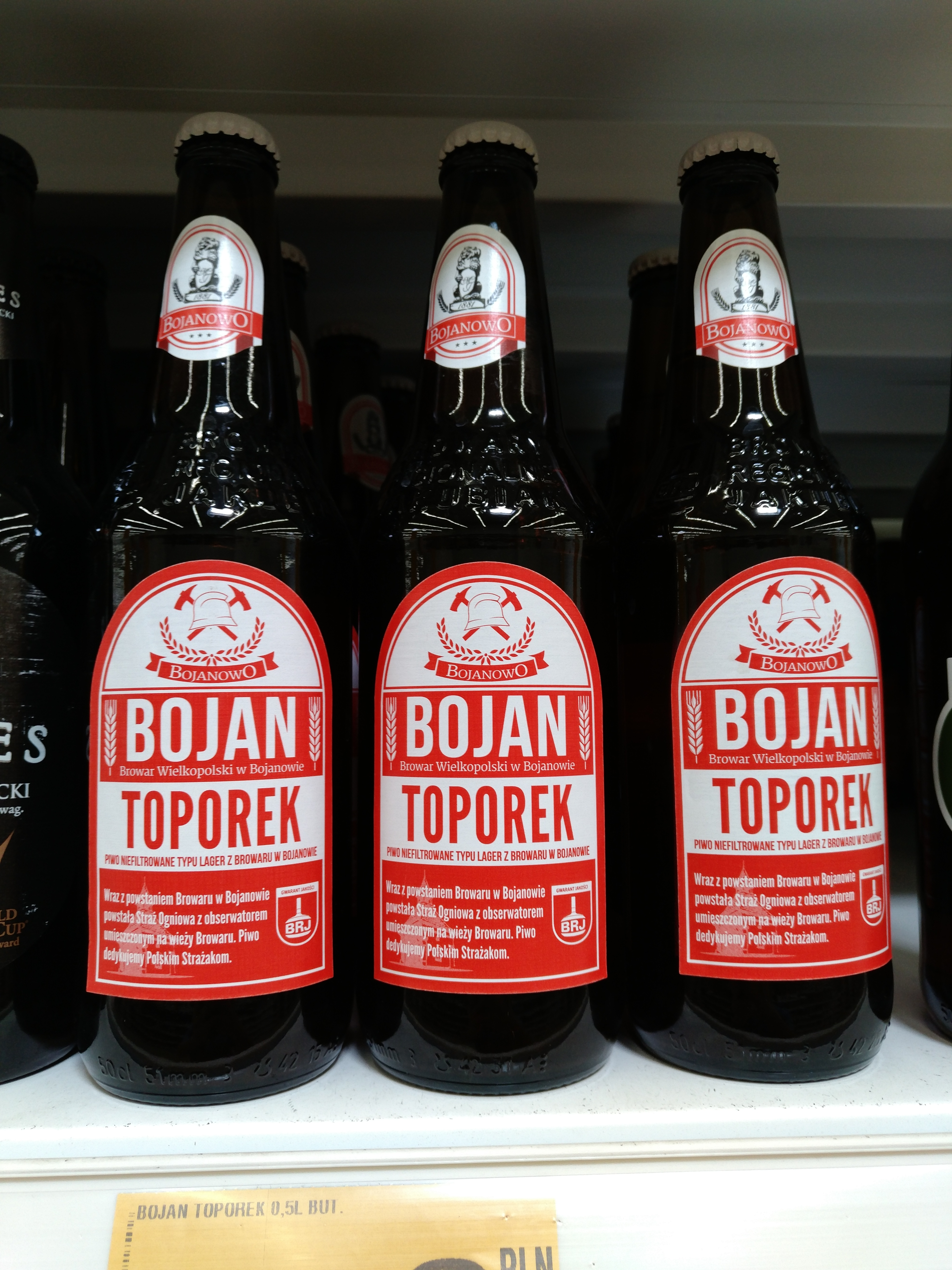
Bojan Toporek

Tradycje browarnicze w Bojanowie sięgały końca XVII wieku. 
Browar w Bojanowie został założony w 1881 roku przez Heinricha Heckego. Kompleks został znacząco rozbudowany w 1902, kiedy właścicielem był Franz Junke. Browar był wtedy już zelektryfikowany. W kolejnych latach (1906, 1916) przedsiębiorstwo wyposażono w mocniejsze maszyny parowe i prądnice. W czasie II wojny światowej zakład produkował piwo na potrzeby niemieckich restauracji i kantyn. W 1948 został znacjonalizowany. Prócz piwa w kompleksie produkowano wody gazowane oraz słód. Na początku lat 80. XX wieku browar produkował rocznie ponad 90 tys. hl piwa, z przewagą jasnego.
Po serii przekształceń własnościowych w latach 90. XX wieku w 2006 browar zamknięto.
Na przełomie 2012/2013 roku Marek Jakubiak, właściciel przedsiębiorstwa Browary Regionalne Jakubiak nabył browar w Bojanowie. Zabytkowy kompleks był utrzymany w dobrym stanie i pozwalał na uruchomienie produkcji w krótkim czasie. Browar może osiągnąć wydajność 120 tys. hl rocznie, przy czym zakładane jest wykorzystanie 70-80 tys. hl. Produkcję piwa wznowiono w 2013. W marcu 2018 Browar Bojanowo opuścił grupę Browary Regionalne Jakubiak.